# Aspidura drummondhayi
Espèce
Aspidura drummondhayi est une espèce de serpents de la famille des Natricidae. 

## Répartition
Cette espèce est endémique du Sri Lanka.

## Description
L'holotype de Aspidura drummondhayi mesure 220 mm dont 22 mm pour la queue. Cette espèce a le corps brun pourpre foncé fortement iridescent avec de petites taches blanchâtres ou des vermiculations. C'est un serpent ovipare.

## Étymologie
Cette espèce est nommée en l'honneur d'Henry Maurice Drummond-Hay qui a collecté les premiers spécimens,.

## Publication originale
- Boulenger, 1904 : Description of a New Snake. Spolia Zeylanica, vol. 2, p. 95-96 (texte intégral).